# Adelaide Lambert
Pour les articles homonymes, voir Lambert.
Adelaide Lambert, née le 27 octobre 1907 à Ancón (Panama) et morte le 17 avril 1996 à Bremerton, est une nageuse américaine.

## Biographie
Aux Jeux olympiques d'été de 1928 à Amsterdam, Adelaide Lambert remporte la médaille d'or du relais 4x100 mètres nage libre.